# V2比率
V2比率（英語：V2 ratio，簡稱「V2R」）是一種衡量投資資產、投資組合或策略與特定基準相比，每單位損失風險的超額收益（excess return）。
V2比率旨在透過考慮投資者表現的心理影響，改進現有且流行的風險調整收益衡量標準（如夏普比率、信息比率或斯特林比率）。V2比率對投資者不得不經歷與市場相比的不良回報的資產處以過份不公平的對待（over-penalize）。
V2R定義為：
{\displaystyle V_{R}^{2}={\frac {{\big (}{\frac {V_{n}}{V_{0}}}{\big )}^{\frac {P}{n}}-1}{{\sqrt {\frac {\sum _{i=0}^{n}{{\big (}{\frac {V_{i}}{V_{i}^{p}}}-1{\big )}^{2}}}{n}}}+1}}}
當中{\displaystyle V_{i}}是於時間{\displaystyle i}的投資和基準值之間的比率（而{\displaystyle V_{0}}、{\displaystyle V_{n}}則分別為起始值和終值）、{\displaystyle V_{i}^{p}}為於時間{\displaystyle i}時所達到的峰值比、{\displaystyle n}為周期數，而{\displaystyle P}則為一年中相同的周期數。

## 歷史
V2比率由定量交易（quantitative trading）公司Zenvestment（前稱「Valu Valu」，故V2比率中的「V2」正由此以來）的伊曼紐爾·馬洛特所設計，並於2011年在SeekingAlpha.com上首度發表。

## 依據
定錨效應是一種認知偏誤，它將感知轉向一個參考點（錨）。當評估一項投資的表現時，人們傾向不斷將自身的收益與整個股票市場（或更準確地說，與媒體通常引用的指數，如S&P 500及道琼斯工业平均指数）進行比較。為解決有關問題，V2比率將投資的超額收益除以的相對支取（relative drawdown）四次方平均值（quadratic mean）。相對支取是將投資自前次峰值以來的價值損失與基準的價值損失進行比較。例如，若果一項資產自其峰值以來下跌了30%，而整個市場下跌了25%，那麼其相對支取僅為5%。對該資產表現不佳的看法在某種程度上被市場的整體損失所緩解了。V2比率以潰瘍指數為直接靈感，採用相對支取的二次平均值來過度「懲罰」大幅波動，皆因投資者在面對如此大的相對損失時，更有可能清算資產，又或放棄策略。

## 特性
- V2比率總是可以被計算出來
- 某一基準與自身相比的V2比率為0
- 一個沒有任何相對支取（drawdowns）的投資，其V2比率相等於年化超額收益

## 外部連結
- Zenvestment.com上，一個對V2比率的圖解說明 （页面存档备份，存于）